# Dia Saba
Dia Saba (en árabe: ضياء سبع‎, en hebreo: דיא סבע‎, 18 de noviembre de 1992), en ocasiones escrito como Dia Sabi'a o Dia Seba, es un futbolista israelí que juega en el Amedspor de la TFF Primera División y en la selección de Israel. De origen palestino y de creencias musulmanas, Dia Saba es primo del también futbolista Ahmad Saba'a.

## Carrera
Saba comenzó su carrera en las categorías inferiores del Beitar Nes Tubruk. En el verano de 2011, Saba fichó por el Maccabi Tel Aviv como parte de la "revolución joven" del entrenador Motti Ivanir. Sin embargo, solo jugó dos partidos en los primeros cuatro meses, y en enero de 2012 fue cedido al Hapoel Be'er Sheva hasta el final de la temporada. El 21 de enero de 2013, en su partido de debut con el Hapoel Be'er Sheva, Saba marcó los dos goles de su equipo en una victoria 2-0 contra el Hapoel Haifa que ayudó a mantener la categoría. Volvió a ser cedido por media temporada hasta. En enero de 2013 fichó por el Bnei Sakhnin, el principal equipo árabe de la liga israelí, en el que jugó 10 partidos sin conseguir marcar ningún gol. Para la temporada 2013/2014 fichó por el Maccabi Petah Tikva, y en la siguiente temporada firmó un contrato de dos años con el Maccabi Netanya. Fue en Netanya donde por fin consiguió una cierta estabilidad, jugando 4 temporadas y metiendo 50 goles en 111 partidos, incluidos los 24 goles de la liga 2017/2018.
El 17 de septiembre de 2018, el Hapoel Be'er Sheva pagó una cifra récord por su traspaso (2 000 000€) y recuperó los servicios de Saba, que firmó un contrato de 4 años y 1 600 000€. Debutó con un empate a cero en casa contra el Bnei Yehuda, y marcó su primer gol con el Hapoel Be'er Sheva el 6 de octubre, en una victoria 4-1 contra su exequipo, el Maccabi Petah-Tikva. La temporada 2018-2019 fue la mejor de su carrera a nivel de club: fue el máximo goleador de la liga y fue nombrado mejor jugador de la misma por la Asociación de Futbolistas de Israel.
En enero de 2019 fichó por el Guangzhou R&F de la Superliga de China.
En septiembre de 2020 fichó por el Al-Nasr S. C. emiratí, convirtiéndose de este modo en el primer árabe israelí que jugaría en la UAE Pro League. Tras dos años allí volvió al fútbol europeo firmando por el Sivasspor turco. En este equipo estuvo unos meses y a finales de enero de 2023 regresó a su país para jugar en el Maccabi Haifa F. C. En febrero del año siguiente volvió a los Emiratos Árabes Unidos después de ser prestado al Emirates Club.
En agosto de 2025 fichó por el Amedspor.

## Estadísticas
Actualizado el 5 de enero de 2018.
| Club                | Temporada | Liga     | Liga  | Copa     | Copa  | Copa Toto | Copa Toto | Europa   | Europa | Total    | Total |
| Club                | Temporada | Partidos | Goles | Partidos | Goles | Partidos  | Goles     | Partidos | Goles  | Partidos | Goles |
| ------------------- | --------- | -------- | ----- | -------- | ----- | --------- | --------- | -------- | ------ | -------- | ----- |
| Maccabi Tel Aviv    | 2011–12   | 2        | 0     | 0        | 0     | 2         | 0         | 0        | 0      | 4        | 0     |
| Hapoel Be'er Sheva  | 2011–12   | 15       | 3     | 2        | 0     | 0         | 0         | 0        | 0      | 17       | 3     |
| Hapoel Be'er Sheva  | 2012–13   | 15       | 0     | 1        | 0     | 4         | 1         | 0        | 0      | 20       | 1     |
| Bnei Sakhnin        | 2012–13   | 11       | 0     | 2        | 1     | 0         | 0         | 0        | 0      | 13       | 1     |
| Maccabi Petah Tikva | 2013–14   | 29       | 3     | 4        | 6     | 0         | 0         | 0        | 0      | 33       | 9     |
| Maccabi Netanya     | 2014–15   | 29       | 3     | 0        | 0     | 2         | 0         | 0        | 0      | 31       | 3     |
| Maccabi Netanya     | 2015–16   | 3        | 0     | 0        | 0     | 0         | 0         | 0        | 0      | 3        | 0     |
| Maccabi Netanya     | 2016–17   | 32       | 17    | 1        | 0     | 3         | 0         | 0        | 0      | 35       | 17    |
| Maccabi Netanya     | 2017–18   | 34       | 24    | 1        | 1     | 2         | 1         | 0        | 0      | 37       | 26    |
| Maccabi Netanya     | 2018–19   | 2        | 0     | 0        | 0     | 3         | 4         | 0        | 0      | 5        | 4     |
| Total               | Total     | 171      | 51    | 11       | 8     | 16        | 6         | 0        | 0      | 198      | 65    |

### Goles como internacional
Los resultados muestran los goles de Israel en primer lugar.
| Núm. | Fecha                   | Estadio                             | Adversario | Resultado provisional | Resultado final | Competición                            |
| ---- | ----------------------- | ----------------------------------- | ---------- | --------------------- | --------------- | -------------------------------------- |
| 1.   | 14 de octubre de 2018   | Turner Stadium, Beerseba, Israel    | Albania    | 2–0                   | 2–0             | Liga de las Naciones 2018-2019, Liga C |
| 2.   | 15 de noviembre de 2018 | Estadio de Netanya, Netanya, Israel | Guatemala  | 5–0                   | 7–0             | Amistoso                               |
| 3.   | 15 de noviembre de 2018 | Estadio de Netanya, Netanya, Israel | Guatemala  | 6–0                   | 7–0             | Amistoso                               |

## Palmarés

### Títulos nacionales
| Título                 | Club                  | País   | Año     |
| ---------------------- | --------------------- | ------ | ------- |
| Liga Leumit            | Maccabi Netanya F. C. | Israel | 2016-17 |
| Liga Premier de Israel | Maccabi Haifa F. C.   | Israel | 2022-23 |
| Supercopa de Israel    | Maccabi Haifa F. C.   | Israel | 2023    |

### Distinciones individuales
| Distinción                                                           | Año     |
| -------------------------------------------------------------------- | ------- |
| Jugador de la Temporada según la Asociación de Futbolistas de Israel | 2017-18 |